# Римські штандарти
Штандарт римських легіонів (лат. signa militaria) — загальна назва для знаків римських легіонів або їх підрозділів, що слугували тактичними напрямними знаками, знаками місця збору, які виконували функцію бойового прапора, а також мали сакральне значення.

## Типи штандартів
- Аквіла (орел легіону, лат. aquila) — головний прапор і найшанованіша святиня легіону. Втрата аквіли вважалася жахливим безчестям, а легіон, що втратив аквілу, розформовувався. Легіонний орел у битві охоронявся першою когортою під керівництвом центуріона-приміпіла. Безпосередньо тримав орла прапороносець легіону (лат. aquilifer — «орлоносець») — друга людина в легіоні після центуріона[2].

- Сигнум (лат. signum) — військовий знак маніпули, когорти, центурії або турми. Знак складався з древка, на якому закріплювалися фалери (спеціальні диски, які використовувалися як знаки пошани), зверху сигнум вінчав наконечник у формі листка або зображення відкритої долоні (лат. manus), символ складеної легіонерами присяги вірності. Іноді на держаку були присутні вінки, що були нагородами підрозділу за особливі заслуги. У бою сигнум переносив прапороносець-сигніфер (signifer), котрий виконував також функції скарбника[2].

- Імаго (лат. imago) — спеціальний штандарт-значок із зображенням імператора (або одного з членів імператорського прізвища. Імаго був об'ємним зображенням імператора, вибитим на аркуші металу. Імаго з'явився в легіонах після введення культу імператорів при Августі і був постійним нагадуванням легіону про вірність імператору. Імаго переносив імагініфер (imaginifer), який перебував виключно в першій когорті легіону[2].

- Дракон (лат. draco) — штандарт кавалерії, що мав вигляд змія, дракона (draco). Ймовірно, дракони були запозичені римською армією у сарматів після того, як сармати і даки стали включатися римлянами до складу допоміжної кавалерії (2 століття н. е.) Дракон мав бронзову голову, тканинне тіло і щось, що нагадувало хвіст, ззаду. Повітря проникало в пащу, проходило через тіло і виходило через хвіст, на зразок сучасних вітровказівників. Також вважається, що всередині містився якийсь інструмент, що видавав свист (в літописах вказується, що дракони видавали виючі звуки, коли кавалерія йшла в атаку). Переносив дракона особливий вершник — драконарій (draconarius).

- Вексилум (лат. vexillum) — військовий знак ветеранських і допоміжних підрозділів, що мав вигляд тканого полотнища, підвішеного на горизонтальній планці, закріпленій на держаку списа. Знак присвоювався, по-перше, ветеранським підрозділам, що складався з вексиляріїв (лат. vexillarii, однина vexillarius), які звільнялися від більшості повинностей, виключаючи безпосередньо військові, по-друге, тимчасовим спеціальним або допоміжним підрозділам з метою відрізняти їх від регулярних з'єднань. За рідкісними винятками, на вексилумі зображувалися тварини, що відповідали знакам зодіаку[2]. Вояка, що безпосередньо переносив вексилум, також називали «вексиліфер» (vexillifer).

- Лабарум (лат. labarum) — пізня версія вексилума, на якому замість старих військових символів була зображена христограма або хрест. Лабаруми були введені імператором Костянтином[3].